# رافائل آلوز دوس سانتوس
رافائل آلوز دوس سانتوس (به پرتغالی: Rafael Alves dos Santos) مدافع اهل برزیل است که در شهر Jaboticabal و در تاریخ ۱۰ نوامبر ۱۹۸۴ به دنیا آمده‌است.
رافائل آلوز دوس سانتوس در تیم‌های فوتبال Ponte Preta سابقهٔ حضور دارد.